# Стара вежа (Маріуполь)
Стара́ водонапі́рна ве́жа — архітектурна пам'ятка м. Маріуполя на Донеччині. Розташовується в Центральному районі на перетині Соборної вулиці та вулиці Савчука. Висота — 33 м.

## Історія
9 серпня 1907 року було затверджено «Обов'язкові постанови для водовозів міста Маріуполя». Оскільки в місті ще не було водопроводу, водовози за певну плату доставляли воду в бочках від джерела питної води на вулиці Малофонтанній до будинків місцевих жителів.
25 квітня 1908 року міською радою затверджено проєкт будівництва в Маріуполі водопровідної мережі. Проєкт створив інженер, міський архітектор та гласний В. О. Нільсен.
Будівельні роботи зі спорудження водонапірної вежі та міського водопроводу були розпочаті в грудні 1909 року.
Міський водопровід почав діяти 3 липня 1910 року. На вулицях міста були побудовані водяні колонки з приміщеннями для доглядачів, які продавали воду. Окремі лінії були проведені в будинки заможних маріупольців.
Після звільнення міста Маріуполя від нацистської окупації, 15 вересня 1943 року водопровід було відновлено.
З 2016 року у відремонтованій вежі був створений креативний простір «Вежа», де проводять виставки, концерти, лекції та інші заходи.

## Цікаві факти
16 листопада 2023 року, платформа United24 запустила спільний проєкт з LEGO Creators, у межах якого створено конструктори у вигляді трьох архітектурних пам'яток України, які можна отримати лише за благодійний внесок. В тому числі, у межах проєкту #LEGOwithUKRAINE — представлена маріупольська водонапірна вежа.

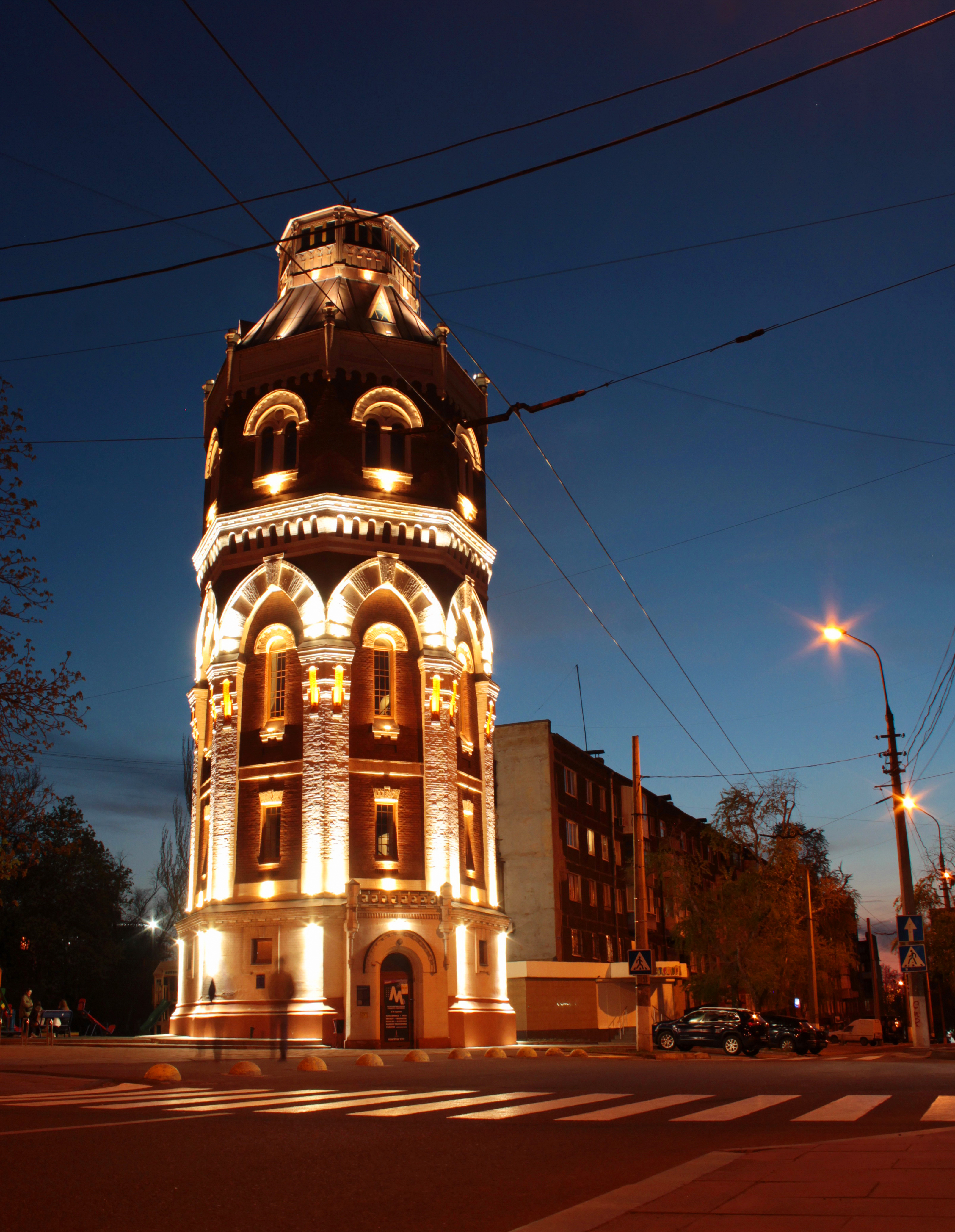
Вид на вежу вночі (травень 2021 року)
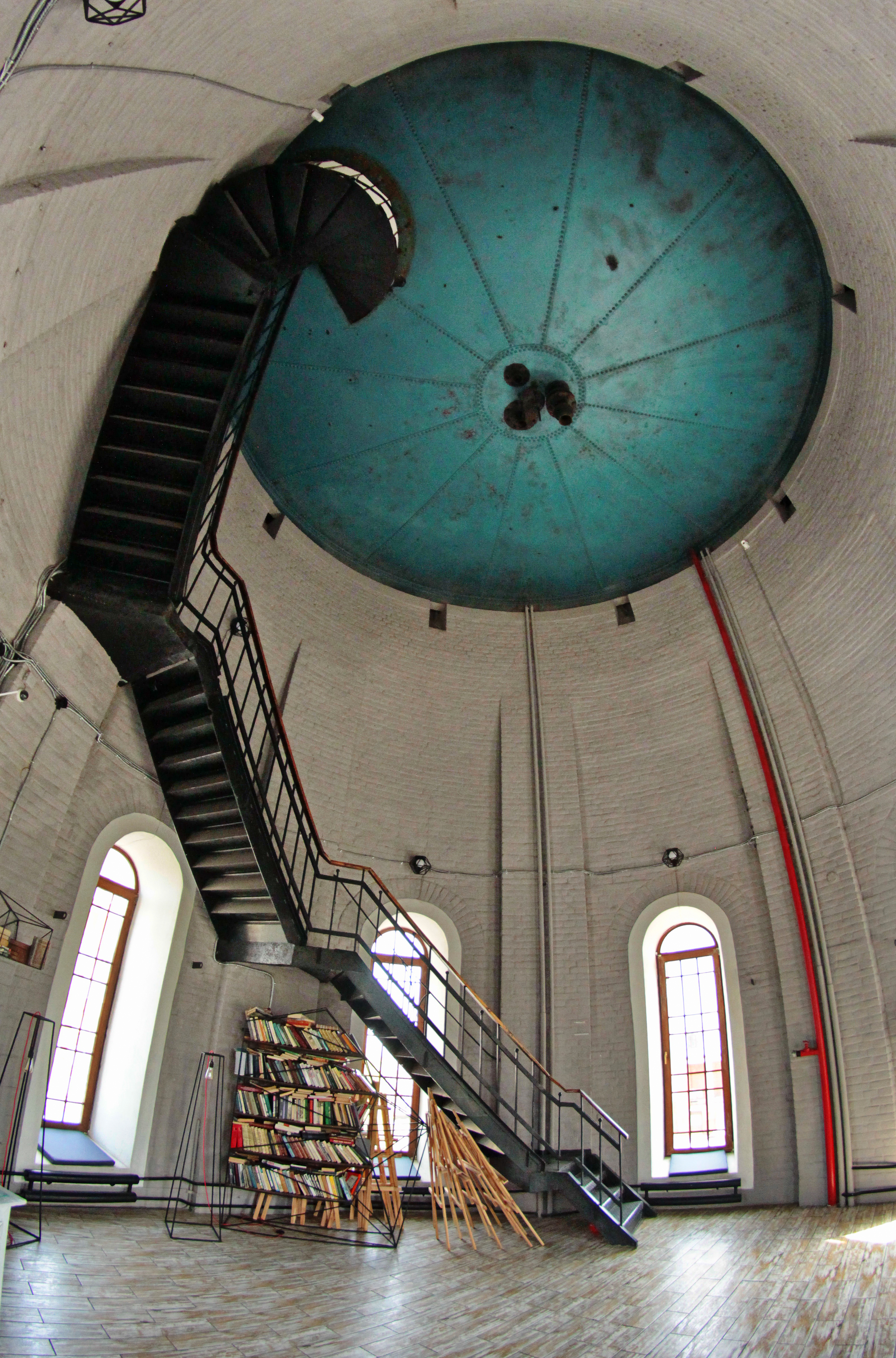
Інтер'єр (травень 2021 року)